# Aeroflot-Flug N-826
Am 3. August 1969 stürzte eine Antonow An-24 auf dem Inlandsflug Aeroflot-Flug N-826 von Dnipropetrowsk nach Winnyzja kurz nach dem Start ab, wobei alle 55 Insassen starben.

## Flugzeug
Das betroffene Flugzeug war eine zwei Jahre alte Antonow An-24B mit dem Luftfahrzeugkennzeichen СССР-46248, die ihren Erstflug am 23. März 1967 absolviert hatte.

## Verlauf
Um 15:47 Uhr Ortszeit startete das Flugzeug mit einer geplanten Reiseflughöhe von 5100 m. Um 15:58 Uhr nahmen die Piloten Funkkontakt mit der Flugsicherung Dnipropetrowsk auf und bestätigten das Erreichen einer Flughöhe von 3600 m. Sie erhielten die Anweisung auf 4200 m zu steigen. Als die Piloten dies nicht bestätigten, versuchte der Fluglotse um 16:06 Uhr erfolglos den Funkkontakt aufzunehmen. Rettungskräfte fanden das Wrack 58 km vom Flughafen Dnipropetrowsk entfernt.

## Ursache
Im Laufe der Ermittlungen wurde das Propellerblatt Nr. 2 des linken Propellers in einem Abstand von 4,5 km von der Haupt-Absturzstelle gefunden. Der linke Propeller selbst wurde 1210 m vom Propellerblatt Nr. 2 und 4 km von der Absturzstelle gefunden. Es wurde gefolgert, dass das Propellerblatt Nr. 2 im Steigflug auf einer Höhe von 4000 m vom linken Propeller abbrach. Danach durchbohrte es den Flugzeugrumpf und trennte die Steuerstangen der Höhenruder, der Querruder und des Seitenruders, wodurch es unmöglich wurde, das Flugzeug zu steuern. Das Flugzeug neigte sich nach links und ging in einen Sinkflug und mit zunehmender Geschwindigkeit und Querneigung in einen Spiralsturz über. Das Flugzeug schlug schließlich um 16:00 Uhr mit einer Geschwindigkeit von 500 bis 550 km/h, einer Vertikalneigung von −14° und einer Querneigung von 45 bis 50° nach links auf und explodierte. Als Ursache des Propellerblattbruchs wurde Materialermüdung des Propellerblattgehäuses durch Korrosion festgestellt.

## Ähnliche Fälle
- Atlantic-Southeast-Airlines-Flug 529, Absturz einer Embraer EMB 120, ebenfalls verursacht durch einen Bruch eines Propellerblattes.